# Poj mi pesem (film)
Poj mi pesem je slovenski barvni dokumentarni film iz leta 2018, ki je nastal po scenariju in režiji Mirana Zupaniča. Film prikazuje življenje slovenskega glasbenika Vlada Kreslina, naslov pa izhaja iz istoimenske Kreslinove pesmi.
S filmom so odprli Festival LIFF 2018.  